# حاشوريات
الحاشوريات (الاسم العلمي: Entomophthorales) هي رتبة من الفطريات تتبع طائفة الحاشوريانية من شعبة الفطريات الحاشورية.

## فصائل
- حاشورية